# Андреев, Владимир Александрович (учёный)
Владимир Александрович Андреев (1951—2020) — советский и российский учёный, педагог и организатор науки, доктор технических наук (1992), профессор (1994). Заслуженный деятель науки Российской Федерации (2010). Ректор (2002—2016) и президент (2016—2020) Поволжского государственного университета телекоммуникаций и информатики.

## Биография
Родился 27 июня 1951 года в посёлке Погрузная Кошкинского района Куйбышевской области.
С 1969 по 1974 год обучался на Куйбышевском электротехническом институте связи, по окончании которого с отличием получил специализацию инженера.
С 1974 по 1978 год проходил обучение в аспирантуре, с 1989 по 1991 год в — докторантуре.
С 1978 года на педагогической работе в Куйбышевском электротехническом институте связи: ассистент, доцент и с 1992 по 2017 год — заведующий кафедрой линий связи и измерений в технике связи, с 2017 года — профессор этой кафедры. С 2002 по 2016 год — ректор и с 2016 по 2020 год — президент Поволжского государственного университета телекоммуникаций и информатики. Под руководством и при непосредственном участии Андреева были организованы лаборатории: Современных способов монтажа кабелей связи и Волоконно-оптических линий связи и измерений в технике связи, а также докторантура и аспирантура. Андреев являлся основателем научной школы «Волоконно-оптические линии связи и электромагнитная совместимость проводных средств связи».
В 1980 году В. А. Андреев защитил диссертацию на соискание учёной степени кандидата технических наук, в 1992 году — доктора технических наук. В 1994 году решением ВАК В. А. Андрееву было присвоено учёное звание — профессор.
Помимо основной деятельности Андреев являлся: председателем Попечительского и диссертационного советов ПГУТИ, председателем Общественного совета при Департаменте информационных технологий и связи Самарской области, главным редактором научно-технического журнала «Инфокоммуникационные технологии» и членом редколлегий таких журналов как — «Физика волновых процессов и радиотехнические системы», «Электросвязь» и «Вестник связи». Был академиком Международной академии связи и Академии телекоммуникаций и информатики, член-корреспондентом РАЕН. С 1998 года был одним из основателей Самарского регионального телекоммуникационного тренинг-центра, ставшего ведущим учебным центром повышения квалификации специалистов наиболее значимых телекоммуникационных компаний Российской Федерации.
Андреев являлся автором более 400 учебно-научных трудов, в том числе семи монографий и двенадцати патентов и свидетельств на изобретения. Под его руководством и при непосредственном участии было подготовлено одиннадцать кандидатских и докторских диссертаций.
27 мая 2010 года Указом Президента России «За заслуги в разработке приоритетных направлений науки и техники, создании научных школ, воспитании и подготовке научных кадров» Владимир Александрович Андреев был удостоен почётного звания — Заслуженный деятель науки Российской Федерации
Скончался 7 ноября 2020 года в Самаре.

## Награды
- Заслуженный деятель науки Российской Федерации (2010[4])